# Cascate di Lequarci
ogliastra cascate di Lequarci si trovano presso la località di Santa Barbara, nel comune di Ulassai, nella sub regione barbaricina dell'Ogliastra in Sardegna. Sono considerate le cascate più imponenti dell'isola.

## Descrizione
Le acque del rio Lequarci, provenienti dall'altopiano di Baulassa e di Martalaussai, scendono con diversi rivoli da una falesia calcarea ad anfiteatro compiendo un salto di circa 50 metri  per una larghezza di circa 70 metri, dopodiché scorrono impetuosamente per un ulteriore dislivello di 75 metri prima di riversarsi in piccoli laghi. La portata d'acqua varia a seconda delle piogge a monte, che determinano anche l'estensione del fronte della cascata, che si riduce sensibilmente nel periodo primaverile ed estivo.

## Galleria d'immagini

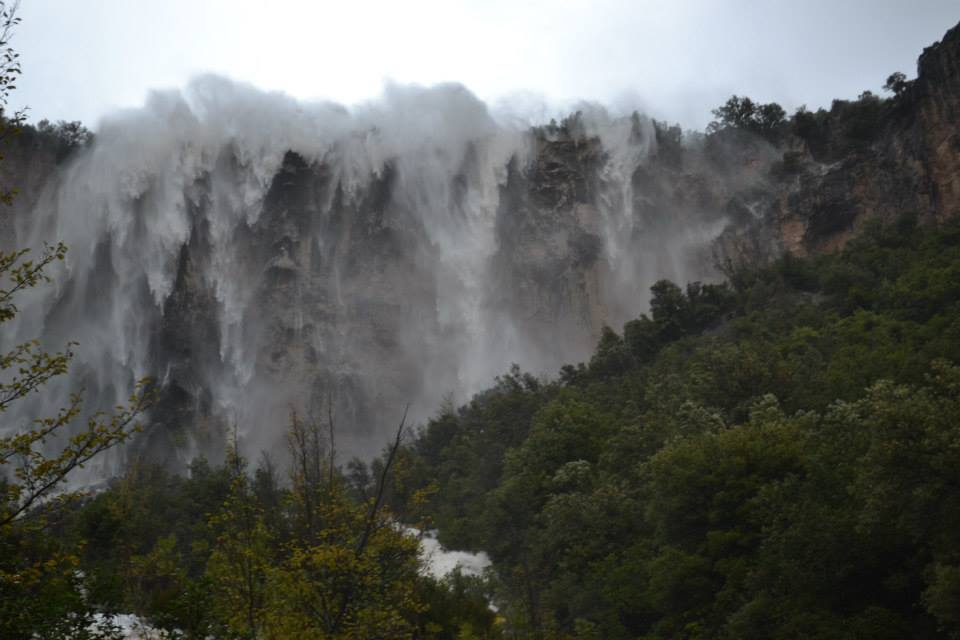
Le cascate di Lequarci viste dal basso.
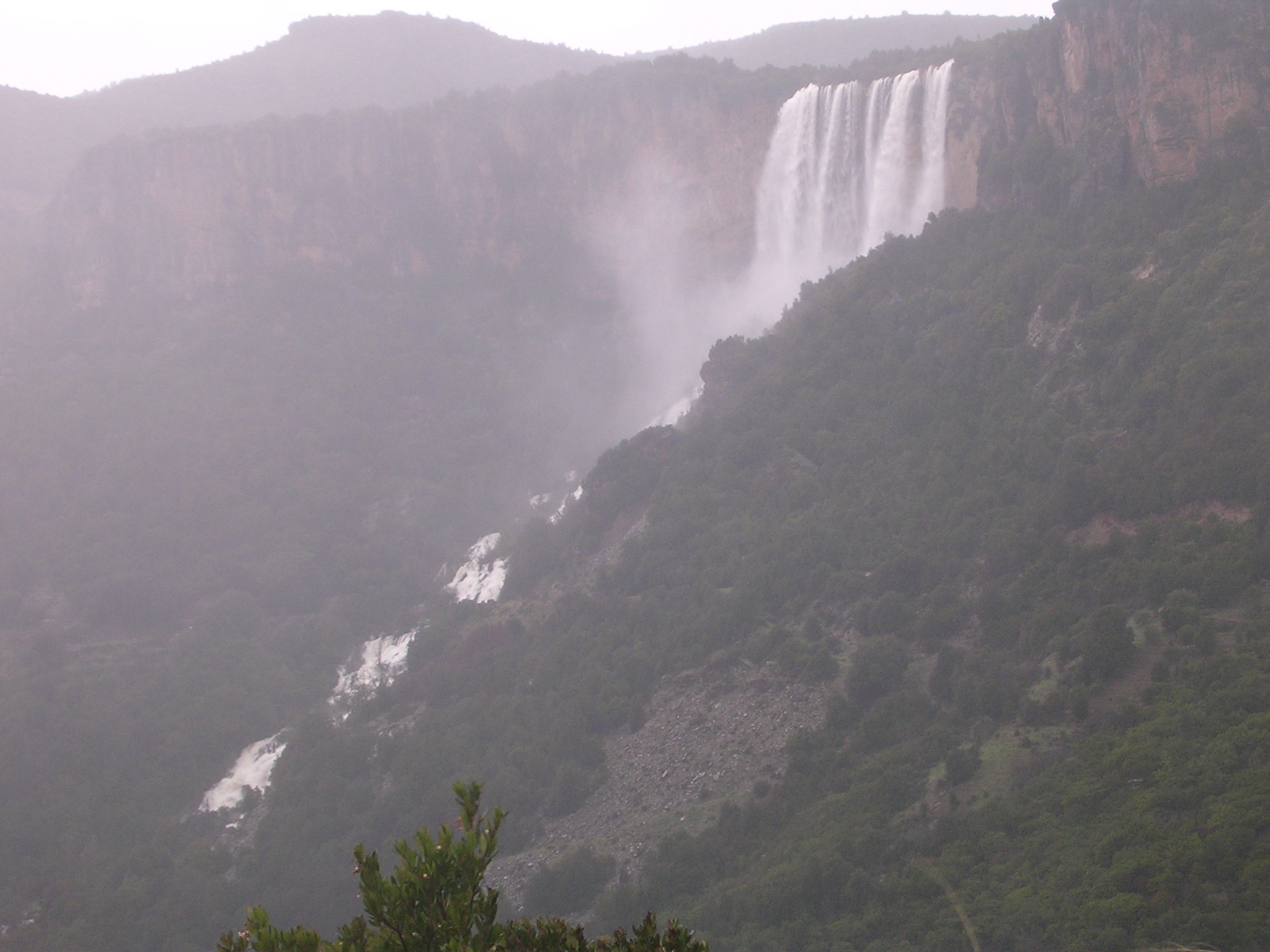
Le cascate di Lequarci viste da Su Sussiu.
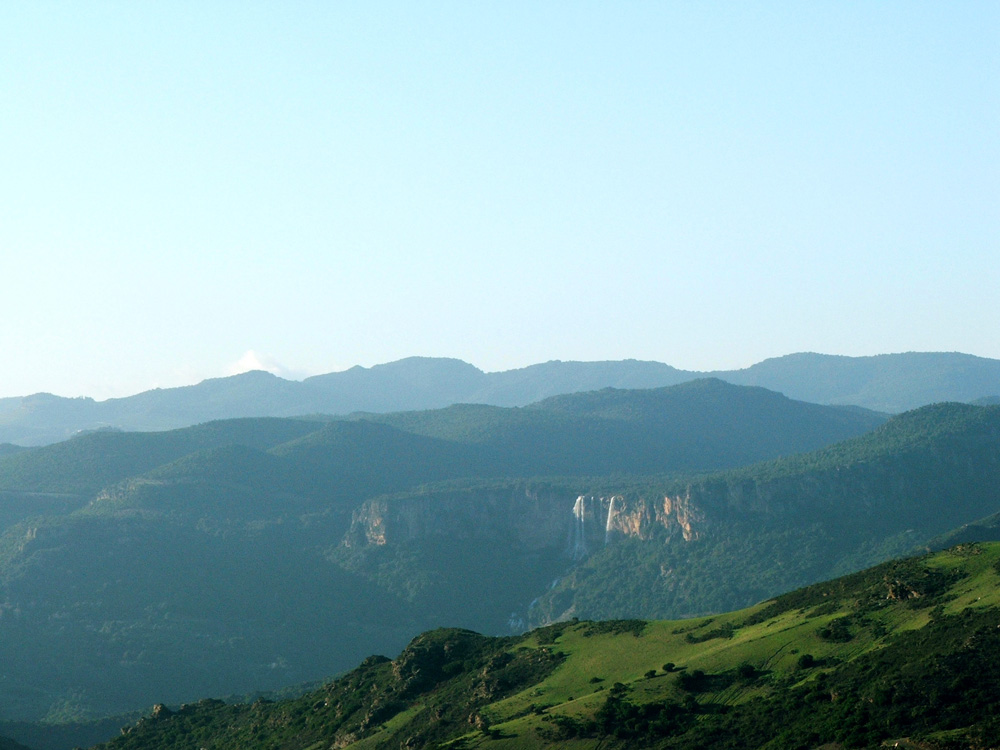
Le cascate di Lequarci viste dalla Strada Ulassai-Perdasdefogu.